# Jack Frost (film, 1998)
Pour les articles homonymes, voir Jack Frost.
Pour plus de détails, voir Fiche technique et Distribution.
Jack Frost en France ou Petit papa Noël et Jack, le bonhomme de Neige au Québec, est un film de Noël fantastique américain de Troy Miller avec Michael Keaton et Kelly Preston sorti en 1998 aux États-Unis puis en 1999 en France. Trois des quatre enfants de Frank Zappa, Dweezil Zappa, Ahmet Zappa et Moon Unit Zappa, apparaissent dans le film.
Le costume de bonhomme de neige de Jack est créé par le Jim Henson's Creature Shop.

## Synopsis
Jack Frost, un chanteur, ne tient jamais les promesses qu'il fait à son fils Charlie. C'est alors qu'il meurt dans un accident de voiture puis ressuscite un an après sous les traits d'un bonhomme de neige.

## Fiche technique
- Réalisation : Troy Miller

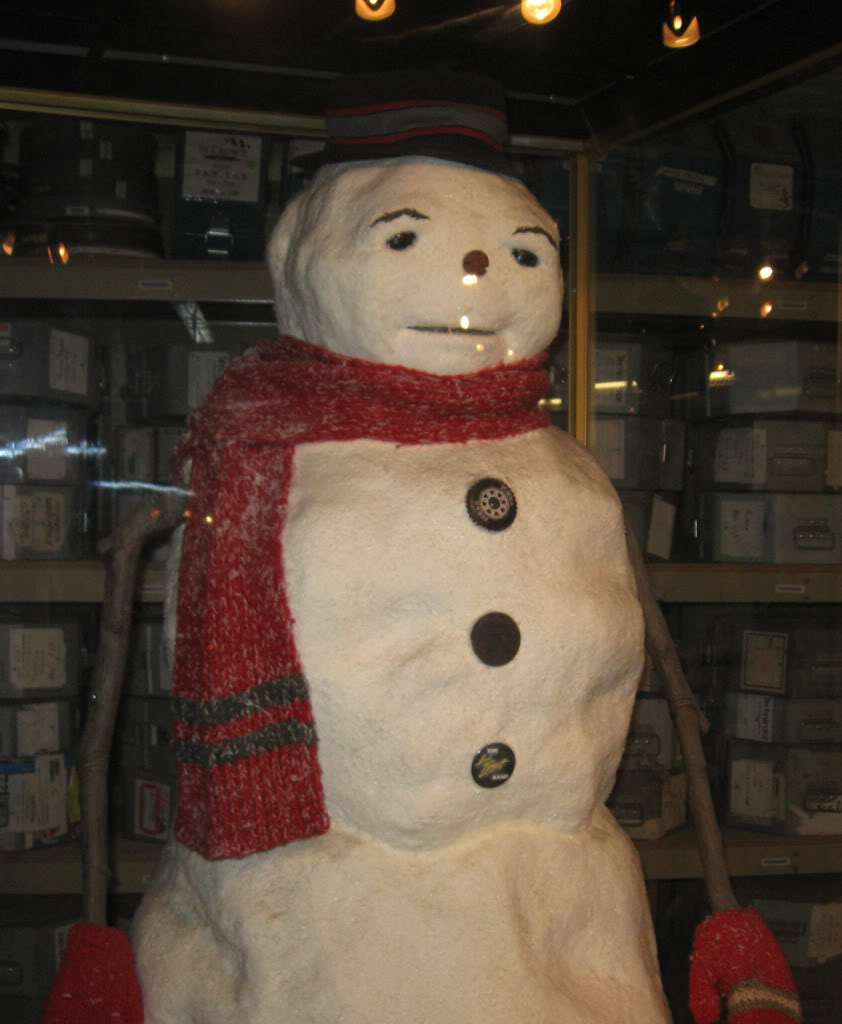
Jack Frost tel qu'il est représenté dans le film.

- Scénario : Mark Steven Johnson, Steven Bloom, Jonathan Roberts et Jeff Cesario
- Production : Mark Canton et Irving Azoff
- Producteurs exécutifs : Matthew Baer, Jeff Berry, Richard Goldsmith, Michael Tadross
  - Azoff Entertainment, The Canton Company, Warner Bros. Pictures
- Musique originale : Trevor Rabin
- Chansons : Michael Keaton et Steve Poltz
- Photographie : László Kovács
- Dates de sortie : 
  - États-Unis : 11 décembre 1998
  - Espagne et Royaume-Uni : 12 février 1999
  - France : 17 février 1999
  - Allemagne : 25 février 1999
- Durée : 101 minutes
- Genre : fantastique, comédie dramatique
- Effets spéciaux : Industrial Light & Magic, Jim Henson's Creature Shop, MetroLight Studios, Rainmaker Digital Pictures, Vision Crew Unlimited.

## Distribution
- Michael Keaton (VF : Michel Papineschi) : Jack Frost
  - Bruce Lanoil : Jack Frost (costume)
  - Denise Cheshire : Jack Frost (costume)
- Kelly Preston (VF : Françoise Cadol) : Gabby Frost
- Joseph Cross (VF : Donald Reignoux) : Charlie Frost
- Mark Addy (VF : Emmanuel Jacomy) : Mac MacArthur
- Henry Rollins : Sid Gronic, coach de hockey
- Andrew Lawrence : Tuck Gronic
- Eli Marienthal : Spencer
- Will Rothhaar : Denis
- Taylor Handley : Rory Buck
- Ahmet Zappa : le conducteur de chasse-neige
- Paul F. Tompkins : un membre du public
- Dweezil Zappa : John Kaplan, agent musical
- Jay Johnston : le présentateur de la météo
- Jeff Cesario : l'animateur radio
- Scott Kraft : le père de Nathalie
- Ajai Sanders : l'intervieweur
- John Ennis : le conducteur de camion
- Wayne Federman : Dave, le policier
- Pat Crawford Brown : le gardien de but de hockey
- Trevor Rabin : Trevor, le guitariste principal du Jack Frost Band
- Lili Haydn : Lili, la violoniste du Jack Frost Band
- Lou Molino III : Lou, le batteur du Jack Frost Band
- Scott Colomby : Scott, le bassiste du Jack Frost Band
- Moon Unit Zappa : la maîtresse d'école (non-créditée)

## Réception

### Critiques
Le film reçoit principalement des critiques négatives. L'agrégateur Rotten Tomatoes donne une note de 20 % basée sur 55 critiques.
Roger Ebert donne la note d'une étoile sur quatre en écrivant « Il est possible que les employés de Jim Henson et d'Industrial Light and Magic ont joint leurs efforts pour créer la créature la plus repoussante de l'histoire des effets spéciaux, et je n'oublie pas la poupée Chucky ou l’intestin du désert de Star Wars »,.

### Box-office
Produit pour 85 millions de dollars de budget, le film rapporte 7 millions de dollars lors de son week-end d'ouverture. Finalement, il rapportera 34,5 millions de dollars aux États-Unis et est considéré comme un échec au box-office.